# بولشایا آرشوکا
بولشایا آرشوکا (به لاتین: Bolshaya Areshevka) یک منطقهٔ مسکونی در روسیه است که در شهرستان کیزلیارسکی واقع شده‌است.